# 赤金镇
赤金镇，是中华人民共和国甘肃省酒泉市玉门市下辖的一个乡镇级行政单位。2019年11月15日，赤金镇因韭菜这个特色产业顺利通过中国蔬菜流通协会、（国家）食品行业生产力促进中心誉名评审会评审，荣获“中国韭菜之乡”誉名称号。

## 行政区划
赤金镇下辖以下地区：
和平村、营田村、东湖村、朝阳村、金峡村、新风村、光明村和西湖村。